# 海伍德 (蒙大拿州)
海伍德（英語：Highwood）是位於美國蒙大拿州舒托縣的普查規定居民點。

## 歷史
海伍德的郵局自1881年營運至今。

## 人口
根據2020年美國人口普查的數據，海伍德的面積為13.41平方千米，皆為陸地。當地共有人口165人，而人口密度為每平方千米12.3人。